# Replicazione virale
La replicazione virale è la formazione di nuove particelle virali nelle cellule infettate dai virus.
I virus sono dei parassiti endocellulari obbligati: dal momento che non sono in grado di replicarsi autonomamente, necessitano di una cellula ospite in grado di fornire loro l'intero apparato biosintetico per la replicazione.

Fasi della replicazione virale:
1. Attacco e Penetrazione;
2. Svestimento;
3-4. Replicazione del genoma virale;
5. Sintesi delle proteine virali;
6. Assemblaggio;
7. Liberazione.

Il ciclo replicativo può essere suddiviso in varie fasi:
- Adsorbimento nella membrana cellulare;
- Penetrazione nel citoplasma della cellula ospite;
- Svestimento del genoma virale;
- Replicazione del genoma virale;
- Sintesi di proteine virali;
- Assemblaggio dei virioni;
- Rilascio dei virioni dalla cellula ospite.

L'attacco alla membrana cellulare avviene mediante l'interazione delle glicoproteine virali con i recettori cellulari ed è indispensabile affinché il virus penetri all'interno della cellula ospite. Le glicoproteine virali possono legarsi a molecole di diversa natura, quali proteine, carboidrati e lipidi. A seconda di quanto è comune il recettore, il virus può andare ad infettare solo determinati tessuti di una singola specie (recettori specifici) oppure diversi tessuti in specie differenti (recettori aspecifici). La penetrazione del virus all'interno della cellula ospite può avvenire per endocitosi o per fusione; quest'ultimo processo viene messo in atto dai virus dotati di pericapside, che si fonde con la membrana cellulare liberando il virus nel citoplasma. Il virus, una volta all'interno della cellula, si libera del capside e libera il materiale genetico grazie agli enzimi lisosomiali. Dopo lo svestimento si verifica la replicazione del genoma virale e la sintesi delle proteine virali funzionali e strutturali. I processi di replicazione variano a seconda del tipo di virus, secondo la classificazione di Baltimore. Le ultime fasi della replicazione consistono nell'assemblaggio, nella maturazione e nella liberazione dei virioni. I nuovi virioni, una volta liberi, potranno infettare le cellule vicine, diffondendo l'infezione.